# Neil Shipperley
Neil Jason Shipperley (Chatham, 30 oktober 1974) is een Engels voormalig profvoetballer die doorgaans als aanvaller speelde. Shipperley speelde achtereenvolgens voor Chelsea, Southampton, Crystal Palace en Nottingham Forest in de Premier League.

## Clubcarrière

### Chelsea
Shipperley werd op zijn vijftiende ontdekt door de organisator van een jeugdtoernooi uit Middlesex. Dat toernooi heette de Middlesex Charity Cup. De man was bevriend met Chelsea-voorzitter Ken Bates, die Shipperley naar zijn jeugdacademie haalde. Hij zou op trainingen sneller zijn geweest dan de Jamaicaanse speer Frank Sinclair, zijn ploeggenoot bij Chelsea. Over de snelheid van Shipperley nam de krant The Independent in januari 1994 akte. Shipperley zou volgens waarnemers het eerste Chelsea-jeugdproduct gaan worden dat zou slagen sinds Peter Osgood in de jaren zestig. Hiermee bedoelde men op de positie van aanvaller. Het draaide allemaal even anders uit. Shipperley maakte dan wel zijn Premier League-debuut voor Chelsea op 10 april 1993 tegen zijn toekomstige club Southampton, hij zou nooit de voorspelling omzetten in realiteit. Shipperley stond al te vaak in de schaduw van spelers als Mark Stein en John Spencer, die medio jaren negentig als onmisbaar werden geacht bij de Blues.

### Southampton en Crystal Palace
Shipperley speelde 37 competitiewedstrijden voor Chelsea, waarin hij 7 maal doel trof. In 1995 verkaste hij naar Southampton, waar hij de recordtransfer werd met een prijskaartje van £ 1.250.000, -. In een seizoen op The Dell scoorde Shipperley twaalf keer uit 66 officiële wedstrijden. De aangeworven Noor Egil Østenstad speelde hem onder trainer Graeme Souness echter uit het elftal. Shipperley gleed door de omstandigheden af naar de Football League First Division, waar hij voor Crystal Palace ging spelen. Crystal Palace haalde £ 1.000.000 ,- uit de buidel voor Shipperley.
Met Crystal Palace keerde Shipperley in mei 1997 terug naar de Premier League via winst van de play-offs van de Football League First Division tegen Wolverhampton Wanderers. Shipperley en David Hopkin vertolkten daarin een hoofdrol.
Shipperley trof in 1997/98 zeven maal doel in de Premier League voor Crystal Palace. Daarna verliet hij de club om in september 1998 voor Premier League-club Nottingham Forest te tekenen.

### Nottingham Forest, Barnsley en Wimbledon
Nottingham Forest betaalde Crystal Palace de som van £ 1.500.000 ,- voor zijn diensten. Shipperley scoorde echter slechts tegen Wimbledon, waar hij later zou spelen, op 13 maart 1999. Hij speelde 21 competitiewedstrijden voor Forest, dat uit de Premier League degradeerde. De concurrentie in de persoon van de Nederlander Pierre van Hooijdonk was in de loop van dat seizoen niet min voor Shipperley. Shipperley mocht de club verlaten en tekende een contract bij Barnsley. De tweedeklasser had £ 700.000 veil voor Shipperley. Met Barnsley haalde Shipperley in 2000 de finale van de Football League First Division-play-offs, maar daarin verloor Barnsley van Ipswich Town met 2–4. Overigens was dit de laatste finale van de play-offs voor promotie naar de Premier League die werd gehouden in het oude Wembley Stadium. In augustus 2001 verhuisde hij naar Wimbledon. Intussen was Wimbledon een tweedeklasser geworden. Hij debuteerde op 11 augustus 2001 tegen Birmingham City (3–1 winst). Shipperley scoorde 32 maal voor Wimbledon.

### Terugkeer naar Crystal Palace
Shipperley keerde in juli 2003 terug naar Selhurst Park en Crystal Palace. In het seizoen 2004/05 was Shipperley opnieuw met Palace actief in de Premier League onder leiding van de Noord-Ierse coach en oud-speler Iain Dowie, maar de club degradeerde weer naar de Football League Championship. Shipperley verliet Crystal Palace na de degradatie uit de Premier League.

### Sheffield United en Brentford
Shipperley verruilde Crystal Palace in juli 2005 transfervrij voor Sheffield United en forceerde hiermee promotie naar de Premier League in mei 2006. Onder leiding van coach Neil Warnock en met sterkhouders als Phil Jagielka en aanvoerder Chris Morgan was hij voor het laatst actief op het hoogste niveau van Engeland. Sheffield United was al zeker van promotie in april 2006 na een gelijkspel tegen Leeds United.
Shipperley, die kampte met overgewicht maar alle aanwijzingen daarnaartoe afwimpelde , tekende in januari 2007 een contract bij Brentford. waar hij nog elf wedstrijden speelde zonder te scoren.
Shipperley zette in het voorjaar van 2007 een punt achter zijn profcarrière. Hij wees in juni 2007 een aanbod af van AFC Wimbledon, die hem voorstelden uit pensioen te komen en zo de toen recent opgerichte club – in wezen de opvolger van zijn ter ziele gegane ex-club Wimbledon FC – te helpen.

## Persoonlijk leven
In december 2019 werd Shipperley veroordeeld tot een werkstraf van twaalf maanden voor openbare zedenschennis. Hij had met name publiekelijk gemasturbeerd in het bijzijn van een moeder en haar dochter.